# فيليب نيكلسون
فيليب نيكلسون (1 سبتمبر 1973 في المملكة المتحدة - ) (بالإنجليزية: Philip Nicholson)‏ هو لاعب كريكت بريطاني. لعب مع المقاطعات الوطنية للكريكيت الإنجليزي والويلزي ‏ وNorthumberland County Cricket Club ‏.

## وصلات خارجية
- فيليب نيكلسون على موقع إي آس بي آن كريك إنفو (الإنجليزية)